# Молина, Аурора
Аурора Молина Грасия (исп. Aurora Molina Gracia) (13 марта 1931, Валенсия, Испания — 24 февраля 2004, Рейноса, Тамаулипас, Мексика) — мексиканская актриса испанского происхождения.

## Биография
Родилась 13 марта 1931 года в Валенсии. В 1939 году она вместе с семьёй бежала из страны, когда в Испании началась гражданская война. Сначала поселились во Франции и пробыли там 3 года, затем переехали в Мексику. После окончания средней школы поступила в UNAM на экономический факультет, однако её потянуло в актёрскую карьеру и та оставила институт. В мексиканском кинематографе дебютировала в 1954 году и с тех пор снялась в 39 работах в кино и телесериалах.
Скончалась 24 февраля 2004 года в Рейносе от лейкемии.

### Личная жизнь
Аурора Молина вышла замуж за актёра Серхио Хурадо и родила троих детей — Алехандру, Серхио-младшего и Хорхе. Дочь Алехандра и сын (Серхио-младший) пошли по стопам своих родителей, став актёрами.

## Фильмография

### Актриса

#### Теленовеллы
- De pocas, pocas pulgas (2003) …. Madre Socorro
- ¡Vivan los niños! (2002—2003)…. Eduviges
- Sin pecado concebido (2001) …. Madre Ángeles
- Личико ангела (2000—2001) …. Canuta
- Infierno en el paraíso (1999) …. Herminia
- Ángela (1998—1999) …. Francisca Osuna
- Алондра (1995) …. Rita
- Мария из предместья (1995) …. Casilda Pérez
- Маримар (1994) …. Victorina
- Valentina (1993) …. Prudencia
- Мария Мерседес (1992—1993) …. Doña Natalia
- Carrusel de las Américas (1992)
- Cadenas de amargura (1991) …. Jovita
- Destino (1990) …. Cata
- Flor y canela (1988) …. Dorotea
- Pobre señorita Limantour (1987) …. Pilar
- Гора страдания (1986) …. Doña Chana
- Cicatrices del alma (1986) …. Dolores
- Пожить немножко (1985) …. Vicenta
- Los años pasan (1985) …. Petra
- Guadalupe (1984) …. Rufina
- Бьянка Видаль (1982) …. Ofelia
- Soledad (1981) …. Laureana
- Богатые тоже плачут (1979) …. Teresa
- Doménica Montero (1978) …. Flora
- Rina (1977) …. Eleuteria
- Marcha nupcial (1977) …. Petra
- Barata de primavera (1975) …. Graciela Meraz
- Siempre habrá un mañana (1974) …. Pilar
- El amor tiene cara de mujer (1971)
- El mariachi (1970) …. Carmen
- Amor sublime (1967)
- El ídolo (1966) …. Sara
- Marianela (1961)
- Dos caras tiene el destino (1960)

#### Многосезонные ситкомы
- Mujer, casos de la vida real (2002)
- José (1976)
- Grandes ilusiones (1963)
- La herida del tiempo (1962)

#### Художественные фильмы
- Viva San Isidro (1995) …. Luz Elena
- El tesoro de Cleotilde (1994) …. Hermana
- Soy el hijo del gallero (1978)
- Los recuerdos del porvenir (1969)
- La noche del jueves (1962)
- Nazarín (1959) …. La Camella
- Maldita ciudad (1954) …. La Porras

### Режиссёр
- Acapulco, cuerpo y alma (1995) (Directora de escena)
- Sentimientos ajenos (1996) (Directora de escena)

## Театральные работы
- La casa de Bernarda Alba
- La vida es sueño
- Reinar después de morir
- Los últimos
- Los años de prueba